# Lista rezervațiilor științifice din Republica Moldova
În Republica Moldova, rezervațiile științifice sunt arii protejate, care reprezintă spații biogeografice terestre și/sau acvatice de importanță națională cu statut de instituție de cercetări științifice, destinate menținerii intacte a obiectelor și complexelor naturale, conservării biodiversității, elaborării bazelor științifice de protecție a mediului. Sunt catalogate cinci rezervații științifice, conform Legii nr. 1538 din 25.02.1998 privind fondul ariilor naturale protejate de stat. Toate se află în administrarea Autorității centrale pentru mediu.
| Denumire          | Înființare | Raion    | Amplasare                    | Suprafață | Coordonate                                                  | Imagine        |
| ----------------- | ---------- | -------- | ---------------------------- | --------- | ----------------------------------------------------------- | -------------- |
| Codru             | 1971       | Strășeni | satul Lozova                 | 5.177 ha  | 47°04′00″N 28°30′00″E / 47.06666667°N 28.5°E                | vezi mai multe |
| Iagorlîc          | 1988       | Dubăsari | satul Goian                  | 836 ha    | 47°22′40″N 29°09′45″E / 47.37778°N 29.1625°E                | vezi mai multe |
| Prutul de Jos     | 1991       | Cahul    | satul Slobozia Mare          | 1.691 ha  | 45°42′00″N 28°11′00″E / 45.7°N 28.18333333°E                | vezi mai multe |
| Plaiul Fagului    | 1992       | Ungheni  | satul Rădenii Vechi          | 5.642 ha  | 47°17′28″N 28°03′16″E / 47.291111111111°N 28.054444444444°E | vezi mai multe |
| Pădurea Domnească | 1993       | Glodeni  | raioanele Glodeni și Fălești | 6.032 ha  | 47°36′35″N 27°23′37″E / 47.60972222°N 27.39361111°E         | vezi mai multe |